# Дост-Мухаммед (хан Могулістану)
Дост-Мухаммед (бл. 1445 —1468) — хан Східного Могулістану в 1462—1468 роках.

## Життєпис
Син Есен-Буки II, хана Могулістану. У 1462 році після смерті батька успадкував владу. Водночас тривалого повстання казахських ханів. В цей час помирає очільник дуглатів — Сайїд Алі, улугбек Могулістану. Його син Сансіз-мірза, намісник Яркенду, і Мухаммед Гайдар, намісник Кашгару, вступили між собою у боротьбу, оскільки перший підтримував претендента Юнуса (стрийка Дост-Мухаммеда), а інший — Дост-Мухаммеда. Сансіз-мірза напав на брата, захопивши Кашгар. Цн дозволило оголосити Юнуса ханом північно-західного Могулістана. А володіння Дост-Мухаммеда обмежилися південно-східним Могулістаном. своєю ставкою він обрав місто Аксу.
У 1464 році Сансіз-мірза помер від поранень, отриманих під час полювання. Цим скористався Дост-Мухаммед, що захопив Яркенд. Потім він одружився з удовою Сансіз-мірзи Джамал-Ага. Слідом за цим захопив і пограбував Кашгар, що викликало невдоволення його прихильника Мухаммеда Гайдара, який перейшов на бік Юнус-хана. Останній зумів відвоювати у Дост-Мухаммеда Кашгар. Помер у 1468 році, ймовірно, внаслідок запалення мозку. Цим скористався Юнус-хана, який захопив Аксу. Син Дост-Мухаммеда — Кебек-Султан — вимушений був тікати до Турфану.